# Mulhouse villamosvonal-hálózata

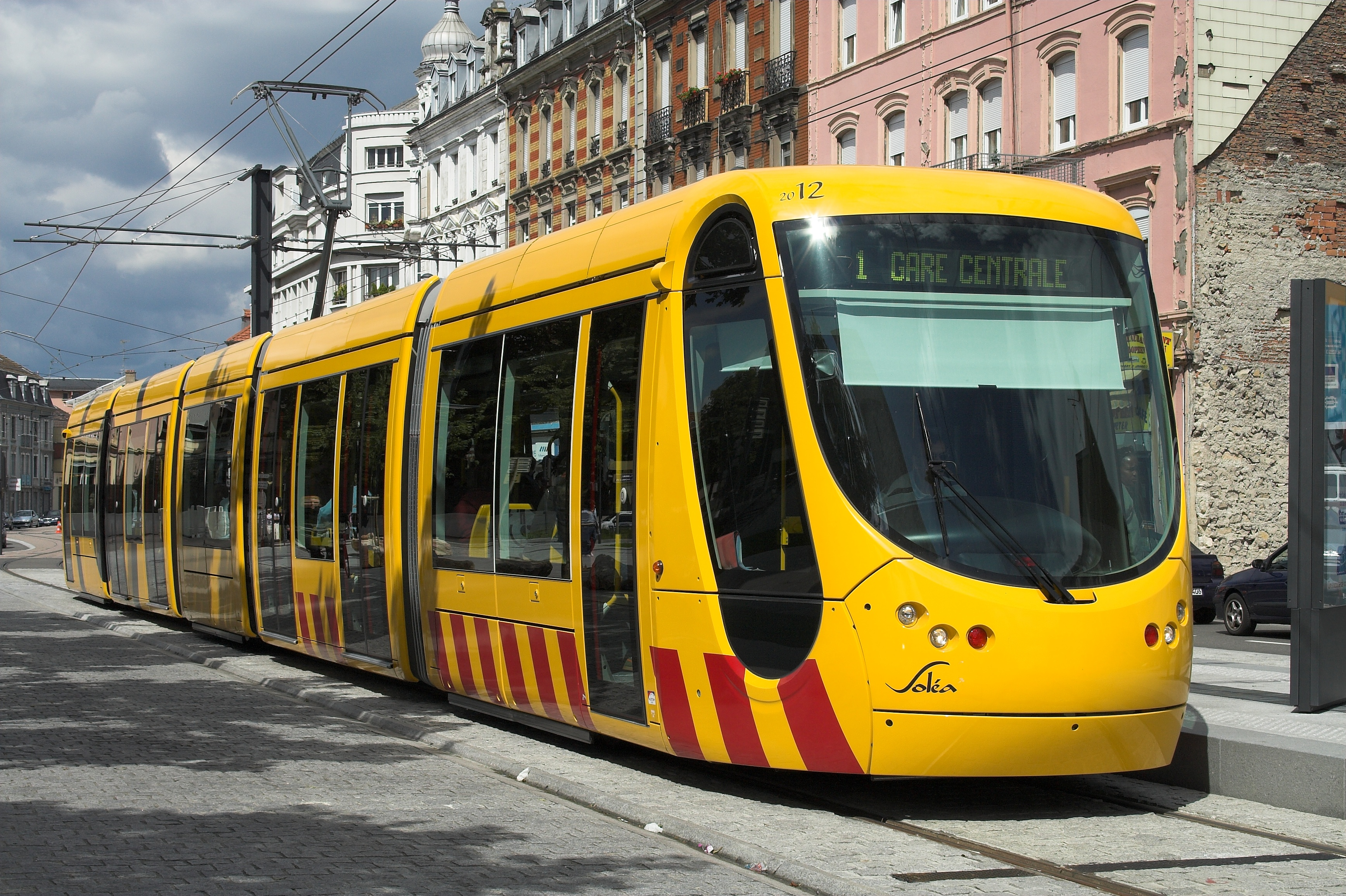
Mulhouse Alstom Citadis 302 villamos

Mulhouse villamoshálózata 2006-ban nyílt meg Mulhouse városában Franciaországban. Három vonalból és egy hibrid tram-train vonalból áll, melyek 1 435 mm-es nyomtávolságúak. A járművek áramellátása felsővezetékről történik 750 V egyenárammal. A város villamoshálózatát a Soléa és SNCF üzemelteti. A hálózaton 27 méter hosszúságú Alstom Citadis 302 típusú villamosok közlekednek.

## Vonalak
- 1-es vonal: Gare de Mulhouse-Châtaignier
- 2-es vonal: Nouveau Bassin-Coteaux
- 3-as vonal: Gare de Mulhouse-Lutterbach

Az első két vonal 2006-ban nyílt meg, a harmadik 2010 decemberében.

## Képek

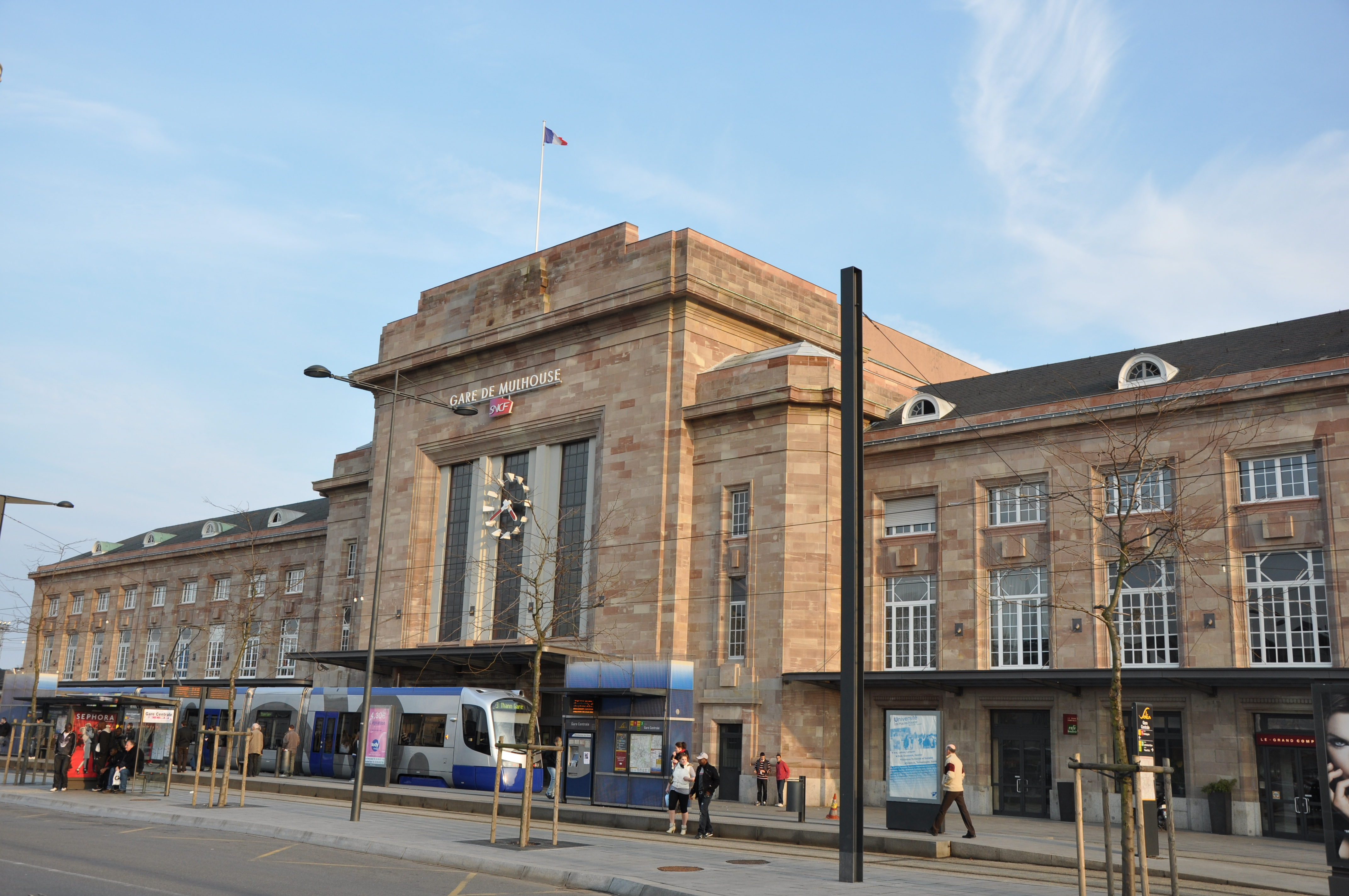
Gare de Mulhouse, a villamosok végállomása
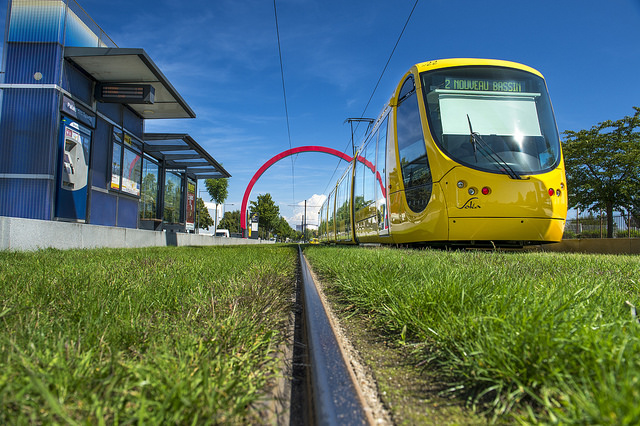
Füvesített villamospálya
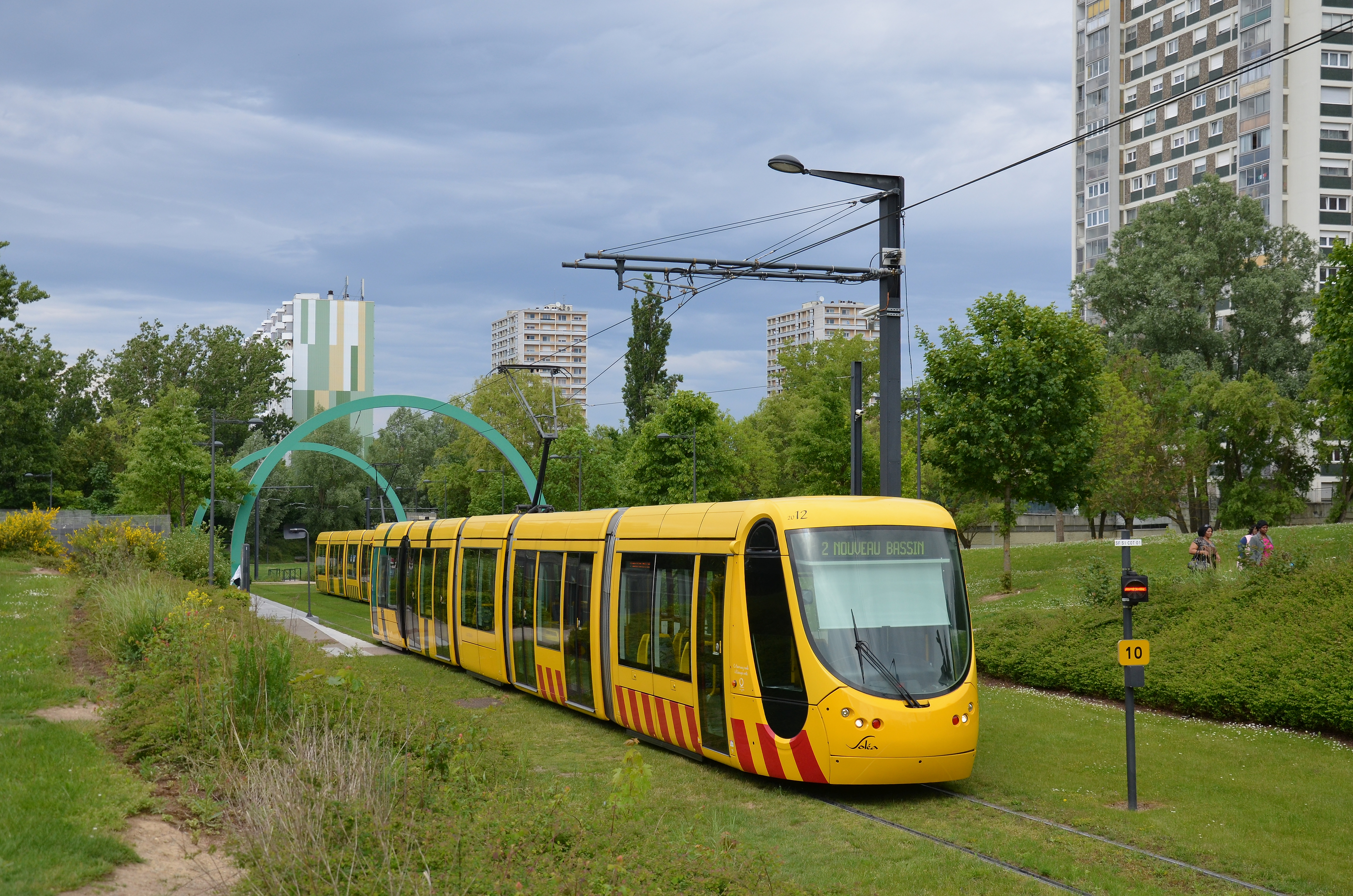
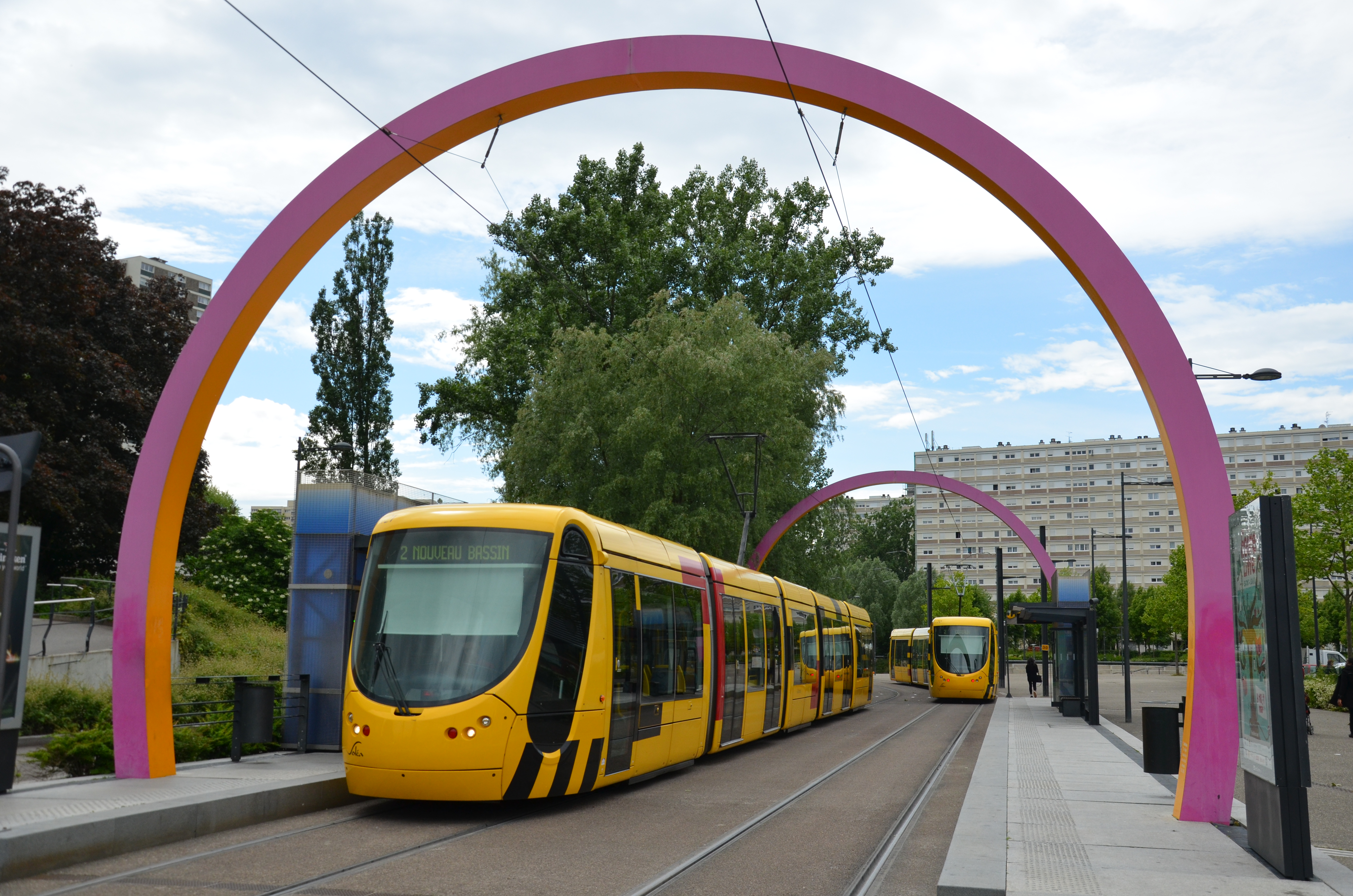
A városra jellemző félköríves felsővezeték-tartók
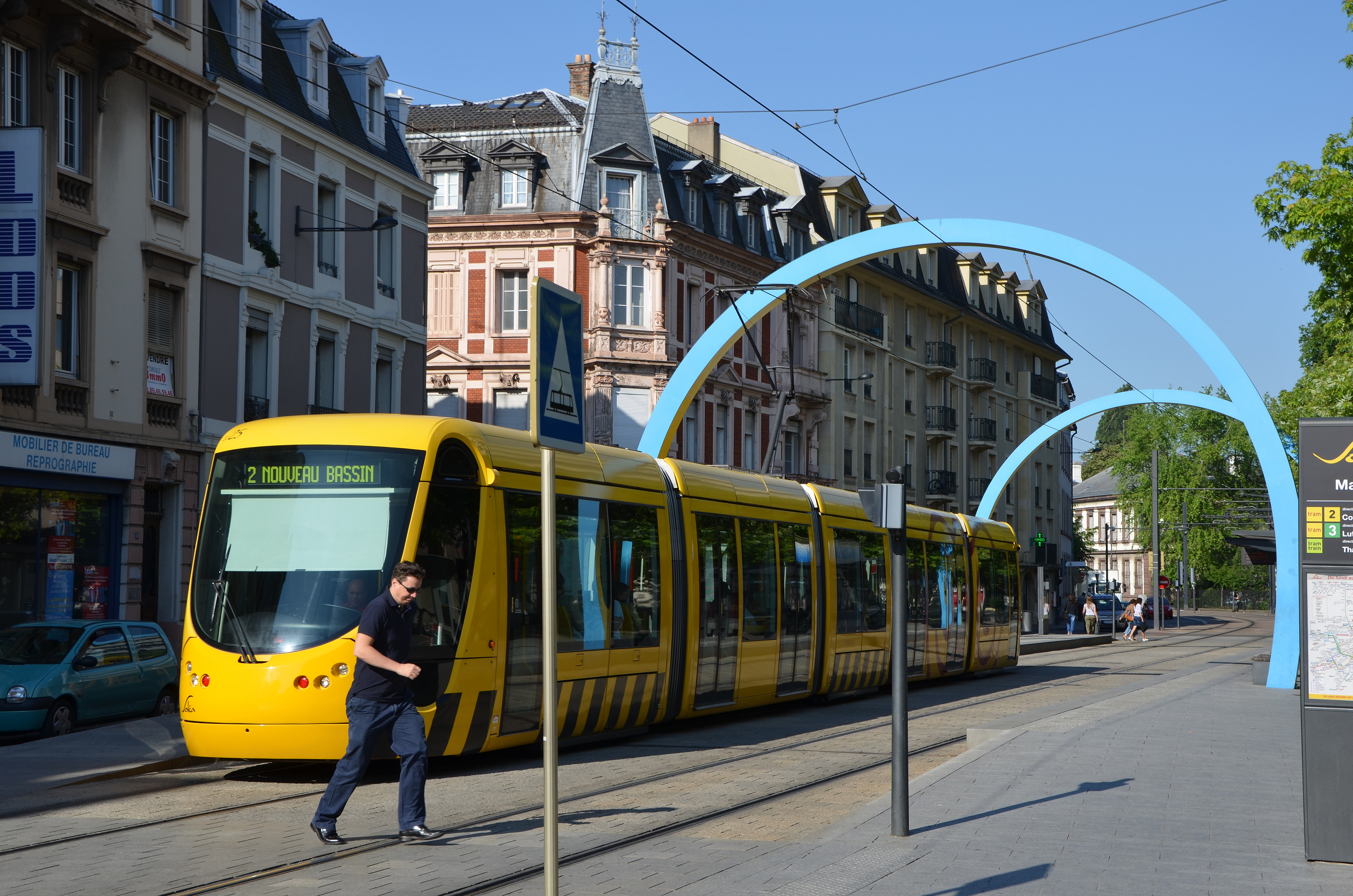
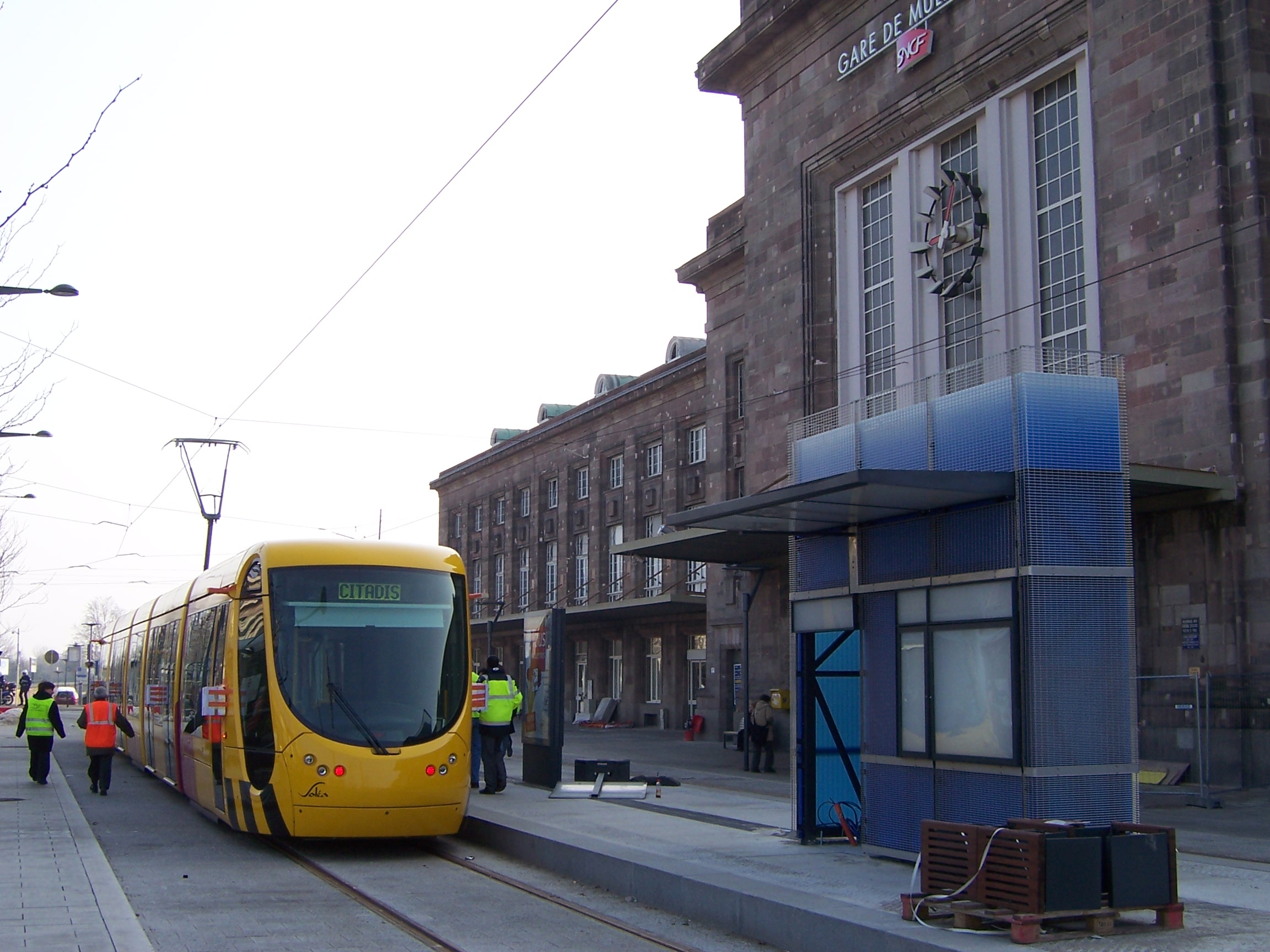
Villamosmegálló
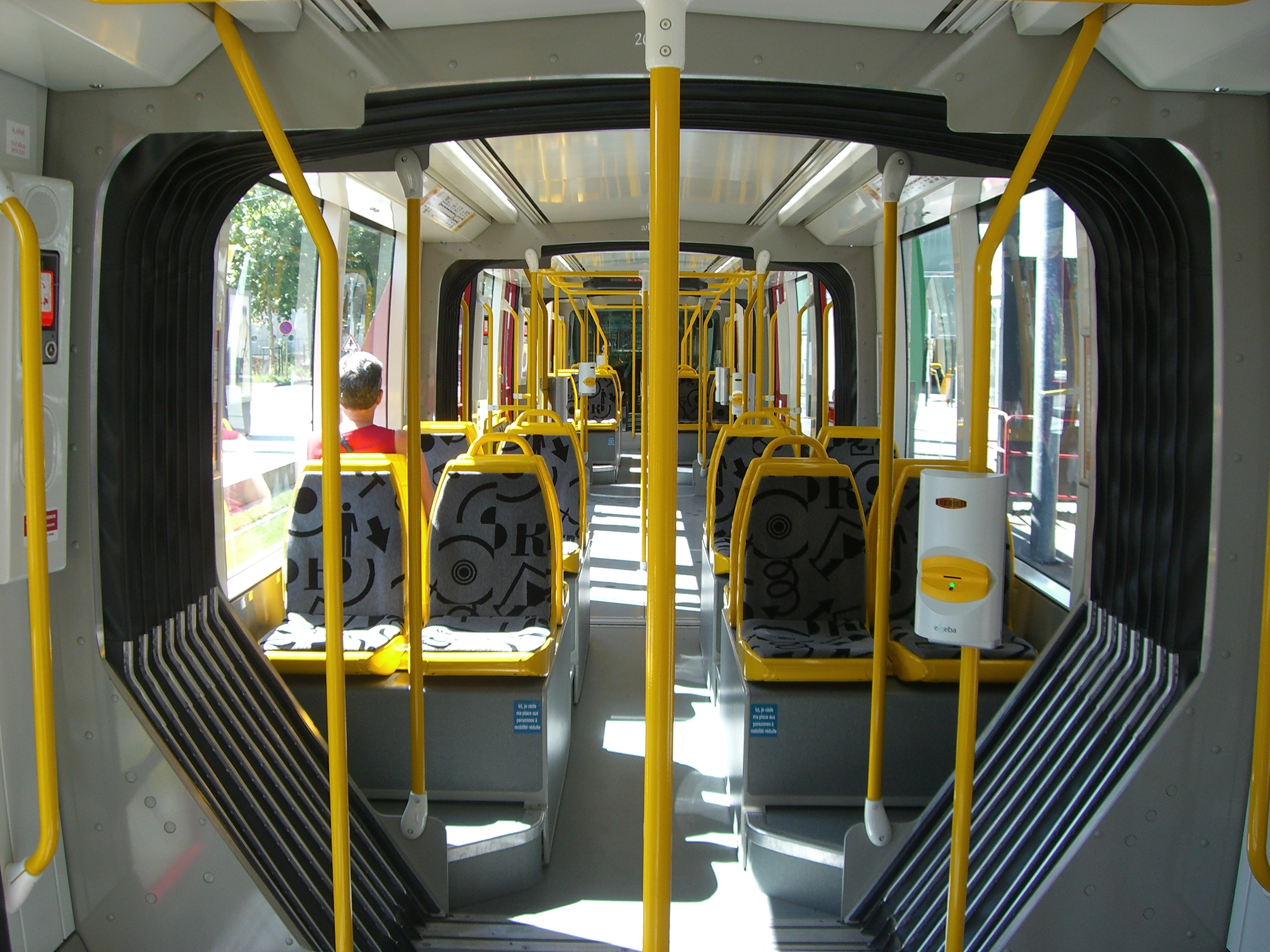
Egy villamos utastere